# پلیوسو
پلیوسو (به لاتین: Plyoso) یک منطقهٔ مسکونی در روسیه است که در استان آرخانگلسک واقع شده‌است.